# روي تشابمان أندروز
روي تشابمان أندروز (بالإنجليزية: Roy Chapman Andrews)‏ (مواليد 26 يناير 1884 - الوفاة 11 مارس 1960) كان مستكشف ومغامر وعالم طبيعة أمريكي. أصبح مديرا للمتحف الأمريكي للتاريخ الطبيعي. في أوائل القرن العشرين قاد سلسلة من الرحلات الاستكشافية عبر الصين المقسمة في صحراء جوبي ومنغوليا.

## روابط خارجية
- روي تشابمان أندروز على موقع الموسوعة البريطانية (الإنجليزية)